# Cophixalus neglectus
Espèce
Statut de conservation UICN

 EN B1ab(v)+2ab(v) : En danger
Cophixalus neglectus est une espèce d'amphibiens de la famille des Microhylidae.

## Répartition
Cette espèce est endémique du Nord-Est du Queensland en Australie. Son aire de répartition s'étend de Cairns à Innisfail. Elle est présente entre 900 et 1 500 m d'altitude,.

## Publication originale
- Zweifel, 1962 : A systematic review of the microhylid frogs of Australia. American Museum novitates, no 2113, p. 1-40.